# Такаяма (Гумма)
Такаяма (яп. 高山村 Такаяма-мура) — село в Японии, находящееся в уезде Агацума префектуры Гумма. Площадь села составляет 64,16 км², население — 3893 человека (1 июля 2014), плотность населения — 60,68 чел./км².

## Географическое положение
Село расположено на острове Хонсю в префектуре Гумма региона Канто. С ним граничат города Сибукава, Нумата и посёлки Минаками, Наканодзё.

## Население
Население села составляет 3893 человека (1 июля 2014), а плотность — 60,68 чел./км². Изменение численности населения с 1980 по 2005 годы:
| 1980 | 4788 чел. |  |
| 1985 | 4079 чел. |  |
| 1990 | 4087 чел. |  |
| 1995 | 4088 чел. |  |
| 2000 | 4348 чел. |  |
| 2005 | 4351 чел. |  |

## Символика
Деревом села считается дуб, цветком — горечавка шероховатая, птицей — Syrmaticus soemmerringii.